# Station Miyanosaka
Station Miyanosaka (宮之阪駅, Miyanosaka-eki) is een spoorwegstation in de Japanse stad Hirakata. Het wordt aangedaan door de Katano-lijn. Het station heeft twee sporen, gelegen aan twee zijperrons. 

## Treindienst

#### Katano-lijn
| 1 | ■ Katano-lijn | richting Hirakatashi |
| 2 | ■ Katano-lijn | richting Kisaichi    |

## Geschiedenis
Het station werd in 1940 onder de naam Nakamiya (中宮) geopend. In 1971 kreeg het station de huidige naam.  
Hirakatashi · Miyanosaka · Hoshigaoka · Murano · Kōzu · Katanoshi · Kawachi-Mori · Kisaichi